# Drepanogynis regularia
Drepanogynis regularia är en fjärilsart som beskrevs av Achille Guenée 1858. Drepanogynis regularia ingår i släktet Drepanogynis och familjen mätare. Inga underarter finns listade i Catalogue of Life.